# Бейзли, Даррен
Даррен Шон Бейзли (англ. Darren Shaun Bazeley; род. 5 октября 1972, Нортгемптон, Великобритания) — английский футболист, выступавший на позиции крайнего правого защитника, известен по выступлениям за «Уотфорд». Главный тренер сборной Новой Зеландии.

## Биография

### Футбольная карьера
Бейзли родился в Нортгемптон и начал заниматься футболом в детском возрасте в клубе Нортгемптон Орион. С 11 до 13 лет занимался футболом в Школе Превосходства — программа развития Футбольной ассоциации. Именно в этот период его заметили скауты «Уотфорд» и следили за ним до 14 лет до момента подписания контракта. В марте 1990 года главным тренером «Уотфорда» был назначен тренер молодёжной команды Колин Ли и дал возможность семнадцатилетнему Даррену дебютировать в первой команде в финальном матче сезона 1989/90 против «Халла». В сезоне 1990/91 отыграл 10 матчей, в двух из которых он вышел на замену, но после того как в ноябре 1990 года Ли был заменён на Стива Перримана выходить на поле перестал.
Перед началом сезона 1991/92 подписал профессиональный контракт с клуюом и в сентябре 1991 забил первый гол в профессиональном футболе в матче с «Барнсли». Закончил свой первый сезон проведя 38 матчей и забив 7 голов. В конце сезона единственный раз поучаствовал в матче сборной Англии до 21 года отыграв 20 минут в матче со сборной Венгрии до 21 года. В сезоне 1992/93 провёл 26 матчей в половине выйдя на замену. В следующем сезоне сменился главный тренер, им стал Гленн Редер, однако из-за проблем со связками, Даррен провёл всего 10 матчей в сезоне. Однако в сезоне выходил на поле 37 раз, а также забил 4 гола, хэттрик в матче с «Саутенд Юнайтед» и один в матче «Бернли».
На протяжении двух последующих сезонов был основным игроком, выходя более 40 раз на поле в каждом сезоне. По результатам сезона 1995/96 опустился во Второй дивизион, а в следующем году закончил на тринадцатом месте. В кампании 1997/98 до 28 февраля появлялся только три раза, позднее он стал регулярно выходить в стартовом составе, выиграв с «Уотфордом» титул чемпионов Второго дивизиона под руководством Грэма Тейлора. В первой половине сезона 1998/99 вновь появлялся на поле эпизодически, в дальнейшем снова стал игроком стартового состава, выиграв с клубом плей-офф и выиграв для «Уотфорда» право выступать в Премьер-лиге.
Летом 1999 года отверг предложение нового контракта от «Уотфорда». Для продолжения своей карьеры выбрал «Вулверхэмптон Уондерерс», выступавший в Первом дивизионе, где руководил первый главный тренер Даррена во взрослом футболе Колин Ли. В том сезоне Бейзли отыграл полностью все матчи. 23 декабря 2001, в матче с «Шеффилд Уэнсдей» получил травму. Этот матч стал для него последним за «Вулверхэмптон Уондерерс», так как из-за травмы он пропустил оставшуюся часть сезона и всю оставшеюся часть сезона 2000/01. В общей сложности Бейзли провел за клуб 80 матчей и забил четыре гола.
В июле 2002 года, Даррен перешел в другой клуб Первого дивизиона «Уолсолл» вновь воссоединившись с Колином Ли. Фанаты признали его лучшим приобретением в сезона 2000/01, а клуб занял 17 место в Первом дивизионе, высшее достижение клуба за 41 год. Он покинул клуб в ноябре 2004 года, проведя в его составе 100 матчей, а фанатское движение называло его одним из лучших атакующих крайних защитников, выступавших за Шорников.
Бейзли подписал контракт с обновленным клубом «Нью Зиланд Найтс», выступавший в новой лиге Австралии А-Лиге, там он воссоединился со своим одноклубником по «Вулверхэмптон Уондерерс» и «Уолсолл» Нил Эмблен. Бейзли отыграл 21 матч в первом сезоне лиги, а также в середине сезона стал капитаном после того как Дэнни Хэй перешёл в «Перт Глори». Даррен оставлялся в клубе до конца сезона 2006/07 в конце которого «Нью Зиланд Найтс» был расформирован.
В дальнейшем Даррен выступал за «Уаитакере Юнайтед» в чемпионате Новой Зеландии выиграв чемпионский титул 2007/08. Также принимал участие в клубном Чемпионате Мира 2007 года, проиграв иранскому клубу «Сепахан».

## Тренерская карьера
В 2008 году становится главным тренером молодёжной команды «Уаитакере Юнайтед». В июне 2009 года становится помощником главного тренера главной команды, которым являлся его бывший одноклубник Нил Эмблен. В этот период клуб трижды становится чемпионом Новой Зеландии.
В 2009 году становится ассистентом юношеской сборной до 17 лет, которая в том году выступала на Чемпионате мира по футболу среди юношеских команд дойдя до стадии плей-офф. В той же роли выступал и на Чемпионате мира 2011, команда также добралась до плей-офф, после которого его назначили главным тренером. В апреле 2013 года команда под его руководством выиграла 5 матчей юношеского чемпионат ОФК и квалифицировалась на Чемпионат мира 2013, проходивший в ОАЭ.
В сентябре 2013 года становится главным тренером молодёжной сборной Новой Зеландии, однако одновременно оставался в должности главного тренера юношеской сборной до конца Чемпионат мира 2013, где команда проиграла три матча в своей группе и вылетела с чемпионата. Поскольку молодёжный Чемпионат мира 2015 проходил в Новой Зеландии квалификация для команды не потребовалась. Во время подготовки турнира также стал главным тренером клуба «Уондерерс», выступавшего в чемпионате Новой Зеландии и являвшегося базой для молодёжной сборной. Также в марте 2015 года становится ассистентом в первой сборной Новой Зеландии.
На молодёжном Чемпионате мира 2015 команда впервые в истории вышла из группы, одержав единственную победу над молодёжной сборной Мьянмы. Однако в стадии плей-офф, в 1/16 уступила Португалии на последних минутах матча и вылетела с турнира.
Под руководством Бейзли молодёжная сборная Новой Зеландии выиграла молодежный чемпионат ОФК, проходивший в Вануату в 2016 году, а также квалифицировались на молодёжный чемпионат Мира 2017 в Южной Корее. Команда вновь вышла из группы с третьего места в плей-офф и вновь уступила в 1/16, на этот раз сборной США.
Параллельно Даррен работал ассистентом Энтони Хадсона в главной сборной с которой выиграл Кубок наций ОФК 2016, а также участвовал в Кубоке конфедераций 2017, проходивший в России.
После неудачи сборной Новой Зеландии в отборочной кампании к Чемпионату мира 2018 Хадсон был назначен главным тренером «Колорадо Рэпидз», выступающий в MLS. Он пригласил Бейзли стать своим ассистентом в декабре 2017 года.
В апреле 2020 годы был помощником в «Ньюкасл Джетс» у своего бывшего одноклубника по «Вулверхэмптону» Карла Робинсона.
С 1 июля 2023 года главный тренер сборной Новой Зеландии.

## Личная жизнь
С 2015 года является гражданином Новой Зеландии, сохранив британское гражданство.